# 污豹蛛
污豹蛛（学名：[Pardosa sordidata] 错误：{{Lang}}：文本有斜体标记（帮助））为狼蛛科豹蛛属的动物。分布于罗马尼亚、俄罗斯以及中国大陆的新疆等地，多生活于山地草丛。该物种的模式产地在欧洲。